# 橘ケンチ
橘 ケンチ（たちばな ケンチ、1979年9月28日 - ）は、日本のダンサー、俳優。EXILE、EXILE THE SECONDのメンバー。J Soul Brothersの元メンバー。
神奈川県横浜市出生、横須賀市出身。身長180cm。血液型はO型。

## 略歴
横須賀市立鷹取小学校、横須賀市立鷹取中学校、神奈川県立追浜高等学校、明治大学理工学部電気電子工学科卒業。
高校の体育祭でダンスをすることになり、『ダンス甲子園』のビデオを見ていたところ興味を持ちダンスを始めた。1年浪人して大学に入学すると、Japanese Soul BrothersのBOBBYによるダンススクールに通い始めた。大学では電気自動車を研究したが、就職は選択肢になかったという。
2002年、地元横須賀にてTETSUYAらとダンスチームPOLY-3を結成。横浜、横須賀、東京を中心にクラブイベントなどで活動を続ける中で、AKIRAと知り合う。
2004年9月、AKIRAに誘われEXILE主演舞台『HEART of GOLD 〜STREET FUTURE OPERA BEAT POPS〜』にサポートダンサーとして出演。この時に知り合ったEXILEメンバーのMATSUに誘われ、MATSUのアパレル「LMD」で店員としても働き始め、LDHの社員となった。また、上記の舞台に同じくダンサーとして出演していたTETSUYA、KEIJIらとFULCRUMを結成。FULCRUMはEXILESの『武者修行ツアー2006』に参加した。
2007年1月25日、J Soul Brothers（二代目）として始動。
2009年3月1日、J Soul Brothersのメンバー全員がEXILEに加入。
2012年7月1日、EXILEの派生ユニットTHE SECONDとしても始動。後にリーダーに就任。
2014年7月22日、EXILE第四章始動に伴い、芸名をKENCHIから橘ケンチに改名した。
2017年のLDH新体制においてLDH ASIAの取締役に就任したが、2023年10月の新体制ではLDH JAPANのSocial Innovation Officerに就任した。

## 人物
- 中学時代はサッカー部、高校時代はテニス部に所属していた[18]。
- 俳優の上地雄輔は学生時代からの友人である[19]。
- 下積み時代、メンバーのÜSAの父親が経営する居酒屋でアルバイトをしていた[20]。
- 青髪がトレードマーク[21]。2016年発売の「YEAH!! YEAH!! YEAH!!」は、EXILE THE SECONDの本格始動第1弾シングルとなるため盛り上げたいという思いから、同曲のミュージックビデオ撮影に合わせて染めたことがきっかけである[22]。
- 趣味は読書で2017年6月に「たちばな書店」を始動。本の紹介サイト、ブックフェアなどを開催[16]。
- 日本酒に造詣が深い[23]、2016年10月から「SAKE PROJECT」を設立[10]。

### 家族
- 姉が1人いる[24]。
- 2019年10月1日に30代の一般女性と結婚。3年の交際期間を経て結婚に至った[25]。2024年2月16日に「少し前に第1子が誕生した」と公表した[26]。

## 出演

### 舞台
- HEART of GOLD 〜STREET FUTURE OPERA BEAT POPS〜（2004年9月）[15]
- 劇団EXILE 第二回公演「CROWN 眠らない夜の果てに…」（2008年5月）[10]
- 劇団方南ぐみ 企画公演「あたっくNo.1」（2009年1月） - 村松秀明 軍医大尉 役
- 劇団EXILE JUNCTION＃1「Night Ballet」（2010年3月） - 主演・大賀 / 三宅 役  [27]
- リーディングドラマ「もしもキミが。」（2011年4月 - 5月） - 主演・優基 役
- 劇団EXILE W-IMPACT「レッドクリフ 〜戦〜」（2011年8月） - 孫権 役[28]
- キバコの会 第三回公演「ギターを待ちながら」（2012年2月） - 栗沢マコト 役
- 劇団方南ぐみ×劇団EXILE「あたっくNo.1」（2012年8月 - 9月） - 寺内一郎中尉 役
- リーディングドラマ「LOVE LETTERS 2012 22nd Anniversary」（2012年9月） - アンディ 役
- キバコの会 第四回公演「ギターを待ちながら」〜やったぜ!本多スペシャル!〜（2013年2月）
- 劇団EXILE「あたっくNo.1」（2013年8月 - 9月） - 寺内一郎中尉 役
- 熱海殺人事件 Battle Royal（2014年2月 - 3月） - 主演・木村伝兵衛 役[29]
- 劇団EXILE「歌姫」（2014年3月） - クロワッサンの松 役
- ドン・ドラキュラ（2015年4月） - 主演・ドン・ドラキュラ伯爵 役[30]
- 方南ぐみ企画公演朗読劇「逢いたくて…」（2016年9月17日）[31]
- 幽劇（2017年8月 - 9月） - 主演・ダイ 役[32]
- 魍魎の匣（2019年6月 - 7月） - 主演・中禅寺秋彦 役[33]
- BOOK ACT「ヒーローよ 安らかに眠れ」（2020年2月）[34]
- ミュージカル「チェーザレ 破壊の創造者」（2023年1月 - 2月） - ミゲル 役[35]

### 映画
- ALL MY WISH　オール・マイ・ウィッシュ　ACT1（2006年）
- バックダンサーズ!（2006年）
- 劇場版 SPEC〜結〜（2013年） - 福田健太郎 役
- HiGH&LOW THE MOVIE（2016年） - 二階堂 役
  - HiGH&LOW THE MOVIE 2 / END OF SKY（2017年）
  - HiGH&LOW THE MOVIE 3 / FINAL MISSION（2017年）
- 任侠野郎（2016年） - 武藤 役
- 私にふさわしいホテル（2024年） - トレンディ俳優 役[36]
- STEP OUT にーにーのニライカナイ（2025年）[37]

### テレビドラマ
- ろくでなしBLUES（2011年7月 - 9月、日本テレビ） - 前田富士雄 役
- QP（2011年10月 - 12月、日本テレビ） - マリオ 役
- スターマン・この星の恋（2013年7月 - 9月、関西テレビ） - 佐竹幸平 役
- 俺たちがプロポーズ出来ないのには、3つの理由しかなくてだな（2015年9月、BSスカパー!） - 主演・星野俊介 役[38]
- HiGH&LOW〜THE STORY OF S.W.O.R.D.〜（2015年10月 - 12月、日本テレビ） - 二階堂 役[39]
  - HiGH&LOW Season2（2016年4月 - 6月）
- ナイトヒーロー NAOTO 第9話（2016年6月、テレビ東京） - エンディングダンス[40]

### 配信ドラマ
- 減量ボクサー（2009年11月 - 2010年1月、BeeTV） - 主演・パンチョ田村 役（EXILE NAOTOとW主演）[41]
- 僕らはみんな死んでいる♪（2013年12月 -  2014年2月、NOTTV） - 高橋大樹 役[42]
- Love or Not 第7、8話（2017年5月、dTV・FOD） - 但馬章吾 役[43]

### テレビ番組
- 週刊EXILE（2011年1月 - 2014年7月、TBS） - MC
- EX-LOUNGE（2012年11月 - 2013年3月、TBS） - MC
- リトル・チャロ4 英語で歩くニューヨーク（2013年4月 - 12月、NHK Eテレ）[44]
- 中国語!ナビ（2023年4月 - 2024年3月、NHK Eテレ）[45]

### 配信番組
- EXILE NUDE（2022年1月 - 6月、Hulu）[46]

### ラジオ
- OH! MY RADIO（2009年10月 - 12月、J-WAVE）
- RADIO MASHUP（2011年10月 - 、FMヨコハマ）

### CM
- リクルート「ホットペッパー グルメ」（2011年[47] -2012年[48]）
- 富士通「ARROWS」（2012年）[49][50][51]
- アンファー「スカルプD」（2012年）
- 久光製薬「エアーサロンパス」（2013年）[52]
- 日本コカ・コーラ「コカ・コーラ ゼロ」（2013年）[53][54]
- 第一興商「SmartDAM」（2013年）
- 洋服の青山「AOYAMA PRESTIGE TECHNOLOGY」（2015年）[55]
- サントリー「ザ・モルツ」（2016年）[56]
- フジテレビジョン「ダイハツ キュリオス」（2017年）[57]

### その他
- 横須賀盛り上げ大使（2016年10月 - ）[2]
- 第2回「ショートショート大賞」アンバサダー（2017年）[58]
- 日本酒造青年協議会「酒サムライ」叙任（2018年9月 - ）[59]
- 福井市「ふくいとそば。」ポスター（2021年）[60]
- 福井市食のPR大使（2021年 - ）[61]
- 経済産業省オンライン図書館『STEAMライブラリー』動画教材（2022年）[62]

## 書籍
- REMEMBER SCREEN（2017年12月11日、LDH Japan）[63] ISBN 978-4-908-20007-6
- 橘ケンチの日本酒最強バイブル（2023年1月27日、宝島社）[64] ISBN 978-4-299-03206-5

### 小説
- パーマネント・ブルー（2023年2月8日、文藝春秋） ISBN 978-4-16-391655-2[65]

### 雑誌連載
- 月刊ザテレビジョン「EXCITE×EXILE」（2014年12月号 - 2018年5月号、KADOKAWA）[66]
- Discover Japan「橘ケンチの今宵のSAKE」（2017年10月号 - 、エイ出版社）[67]

## プロデュース
- たちばな書店（2017年 - ）
- 日本酒
  - 「亜麻猫橘」（2018年） - 新政酒造とコラボレーション[68]
  - 「守破離橘」（2019年） - 松本酒造とコラボレーション[69]
    - 「守破離橘 2019-2020」（2020年）[70]

  - 「橘六五」（2019年） - 白糸酒造とコラボレーション[71]
  - 「陽乃鳥橘」（2019年） - 新政酒造とコラボレーション[72]
  - 「afs橘」（2020年） - 木戸泉酒造とコラボレーション[73]
  - 「涅槃龜橘」（2020年） - 新政酒造とコラボレーション[74]
  - 「橘6513」（2020年） - 白糸酒造とコラボレーション [75]
  - 「5013橘」（2021年） - 白糸酒造とコラボレーション [76]
  - 「風の森橘feat.農家酒屋杉浦農園」（2021年） - 油長酒造とコラボレーション [77]
- 未来の日本酒プロジェクト プロデューサー（2019年 - ）[78][79]
- 居酒屋「LDH kitchen IZAKAYA AOBADAI」（2019年 - 2020年）[80]
- 漫画「あらばしり」企画原案（2020年）[81]
- 「三里浜オリーブオイル 〈橘〉」（2022年）[82]

## ファンクラブイベント
- EXILE TRIBE FAMILY会員限定「横須賀コンビ マッシュアップ in HANEDA」（2019年8月20日）
- EXILE OFFICIAL FAN CLUB EVENT『ケンチのイッテキ THE REAL 北陸新幹線福井開業記念編』（2024年1月20日）